# Guillaume Rufin
Guillaume Rufin (* 26. května 1990 Viriat) je francouzský profesionální tenista. Ve své dosavadní kariéře nevyhrál na okruhu ATP World Tour žádný turnaj. Na challengerech ATP a okruhu ITF získal do ledna 2013 osm titulů ve dvouhře.
Na žebříčku ATP byl ve dvouhře nejvýše klasifikován v listopadu 2012 na 90. místě a ve čtyřhře pak v srpnu 2010 na 316. místě. Trénuje ho Olivier Ramos.

## Tenisová kariéra
25. října 2009 vyhrál v brazilském Florianapolisu Challenger ATP Tour title in Brazil, když ve finále porazil Pera Ribu výsledkem 6–4, 3–6, 6–3.
Na marseilleském turnaji ATP Tour Open 13 2010 se probojoval do čtvrtfinále. Postupně zdolal Laurenta Recouderca 7–5, 4–6, 7–6 a Belgičana Yannicka Mertense 6–3, 2–6, 6–2, než mezi osmi posledními nestačil na 92. hráče světa Mischu Zvereva 7–5, 6–7, 6–3.
Na US Open 2010, kde obdržel divokou kartu, v úvodním kole přešel přes Leonarda Mayera, aby ve druhém dějství podlehl krajanu Paulu-Henrimu Mathieumu.

## Finále na challengerech ATP
| Legenda                    |
| -------------------------- |
| Challengery (2–3 D, 0–1 Č) |

### Dvouhra: 5 (2–3)
| Stav      | Č. | Datum             | Turnaj        | Povrch | Soupeř ve finále | Výsledek      |
| --------- | -- | ----------------- | ------------- | ------ | ---------------- | ------------- |
| Vítěz     | 1. | 25. října 2009    | Florianópolis | antuka | Pere Riba        | 6–4, 3–6, 6–3 |
| Finalista | 1. | 15. července 2012 | Temešvár      | antuka | Victor Hănescu   | 0–6, 3–6      |
| Finalista | 2. | 7. října 2012     | Quito         | antuka | João Souza       | 2–6, 6–7(4–7) |
| Vítěz     | 2. | 21. října 2012    | Villa Allende | antuka | Javier Martí     | 6–2, 6–3      |
| Finalista | 3. | 28. října 2012    | Buenos Aires  | antuka | D. Schwartzman   | 1–6, 5–6      |

### Čtyřhra: 1 (0–1)
| Stav      | Č. | Datum         | Turnaj | Povrch | Spoluhráč   | Soupeři ve finále                     | Výsledek |
| --------- | -- | ------------- | ------ | ------ | ----------- | ------------------------------------- | -------- |
| Finalista | 1. | 7. ledna 2012 | Nouméa | tvrdý  | Axel Michon | Sanchai Ratiwatana Sonchat Ratiwatana | 0–6, 4–6 |